# نيكيتا ايفانوف
نيكيتا ايفانوف هو لاعب هوكي الجليد كازاخستاني، ولد في 31 مارس 1989 في تميرتاو في كازاخستان.

## وصلات خارجية
- نيكيتا ايفانوف على موقع EliteProspects.com (الإنجليزية)